# E.T.外星人
《E.T.外星人》（英語：E.T. the Extra-Terrestrial）是1982年美国科幻电影，由史蒂文·斯皮尔伯格执导并与凯瑟琳·肯尼迪一起担任制片人，梅丽莎·马西森编剧，亨利·托马斯、迪·沃伦斯、罗伯特·麦克纳夫顿（Robert MacNaughton）、德鲁·巴里摩尔和彼德·考约特主演。讲述了名叫埃利奥特的内向男孩与被困在地球的善良外星人成为朋友的故事。埃利奥特给外星人起名叫（英文的简称，意为外星人），他与自己的哥哥和妹妹联合起来帮助外星人找到回家的路，并且还要避免被母亲及政府发现。
本片的创作理念源于斯皮尔伯格在父母于1960年离婚后想像出来的朋友。1980年，他与马西森会面并在已陷入僵局的科幻恐怖片项目《夜空》（Night Skies）基础上发展出新的故事。影片于1981年9月到12月期间在加利福尼亚州进行摄制，拍摄成本为1050万美元。与其他大部分电影不同，本片基本上是按时间顺序拍摄的，这样有利于小演员们给出更具可信度的演出。
影片于1982年6月11日经环球影业发行，是一部成功的大片，票房收入超越《星球大战》，成为当时的历史电影票房总冠军，这个纪录接下来保持了十年之久才于1993年由斯皮尔伯格导演的另一部电影《侏罗纪公园》打破。评论家称赞这是一个永恒的友情故事，烂蕃茄的一项调查也将其评为有史以来最伟大的科幻片。电影于1985年再次上映，后又于2002年为纪念影片诞生20周年重新发行，其中有部分镜头有所改动，还增加了一些内容。

## 剧情
一群外星人在美國加利福尼亚州的一個树林里搜集植物样本，不久後，美國政府派來的特工出现並四處搜寻，外星人连忙乘坐太空船撤离，但其中有一位外星人没能赶上。镜头转至城郊的一户民宅，一个名叫埃利奥特（Elliot）的十岁男孩希望能和年長六年的哥哥迈克尔（Michael）以及他的朋友们一起玩。他到门口从送货员手中取过比萨，回来时发现有什么东西藏在家里的工具棚里。埃利奥特发现那是一只从未见过的生物，被发现时还试图逃离。埃利奥特回到屋里吃饭，告诉家人自己的发现，但没有人相信他，于是他用花生酱糖果把外星人从工具棚引到卧室。上床睡觉前，埃利奥特意识到外星人在模仿自己的动作。第二天早上，埃利奥特装病逃学，留在家里和外星人一起玩，当天下午，迈克尔和五岁大的妹妹格蒂（Gertie）都见到外星人。三个孩子决定，絕對不能让妈妈發現E.T，他们问起外星人从何而来，外星人用一种神奇的力量将多个球悬浮到空中来代表太阳系，之后又显示出拥有将枯萎植物复活的能力。

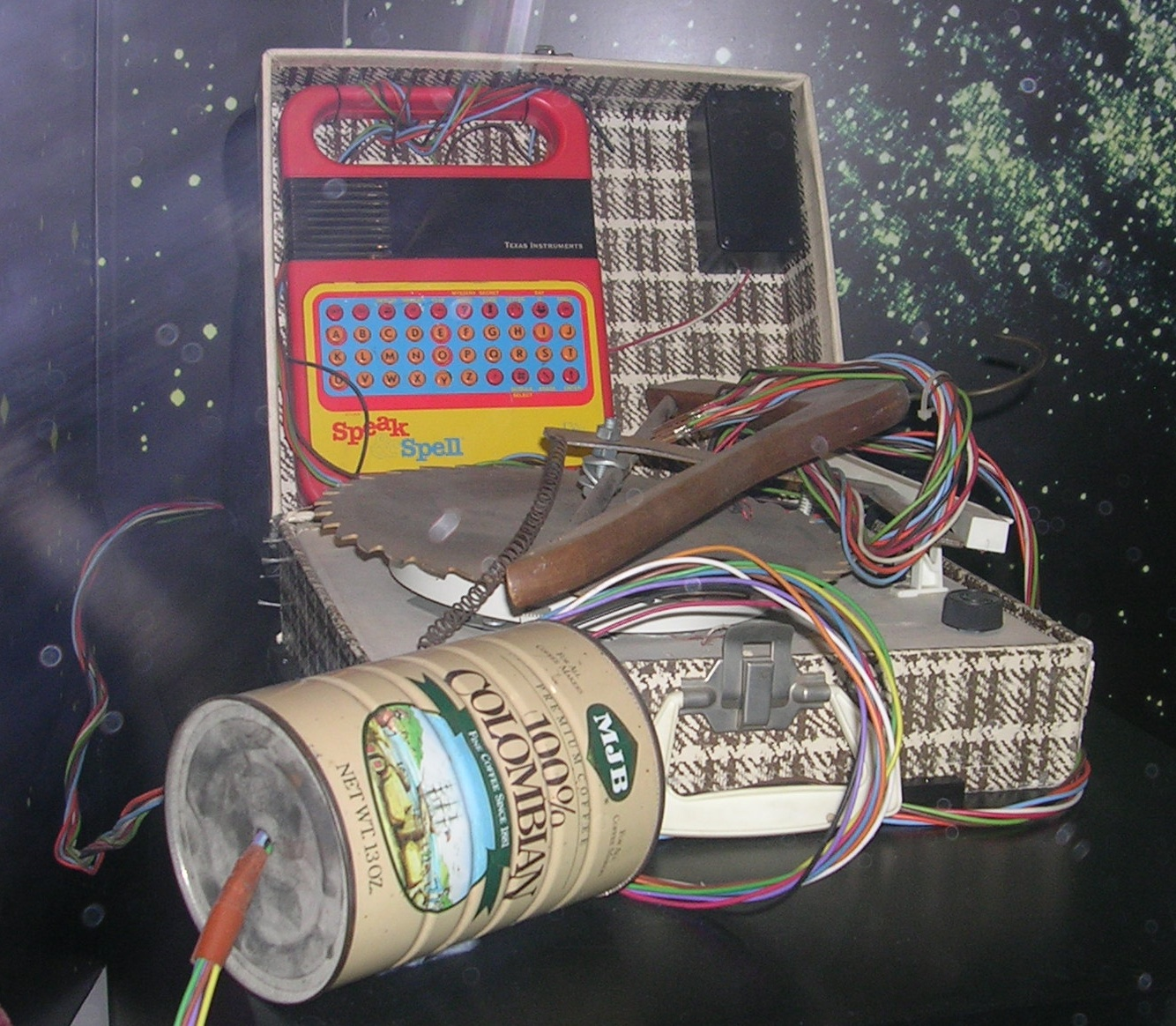
E.T.为与故乡联系而临时制作的通讯设备，上面的部件有话筒、拨号面板，一把锡纸内衬的雨伞，还有个装满各种电子元件的咖啡罐。

翌日，埃利奥特到学校念书，但他的思想却与外星人保持着联系，例如外星人喝下几罐啤酒时，学校的埃利奥特也醉得东倒西歪，还在生物课上把所有需要解剖的青蛙都放生了。外星人观看电影《蓬门今始为君开》时，镜头上出现了约翰·韦恩亲吻玛琳·奥哈拉的情节，埃利奥特也像韦恩那样抓住班上一位女孩并吻了她。
格蒂观看《芝麻街》时会跟着里面的动画人物说话，外星人也学着她说话，然后在埃利奥特的引导下给自己起名叫。看到漫画书上有人物临时制作了一个通讯设备联系外界求救，于是也决定亲自试试。在埃利奥特的帮助下，他用玩具、雨伞、咖啡罐和一些电子元件制作了一台设备来“打电话回家”。迈克尔发现的身体健康状况有所恶化，而埃利奥特开始自称“我们”。
万圣节来了，迈克尔和埃利奥特把打扮成幽灵，让妈妈以为他是格蒂，假裝成三兄妹一起上街游玩。埃利奥特骑自行车把带到树林里，並成功利用那台“通讯仪器”联系了自己的故乡。次日清晨，埃利奥特在林地上苏醒，却不知所踪，于是他独自回到忧心如焚的家人身边。迈克尔前往树林，在一条水沟旁找到奄奄一息的，然后带着他去回到埃利奥特身边，埃利奥特也像一样病重，不知所措的迈克尔只好找来妈妈玛丽（Mary）。玛丽发现次子病重，身边还躺了个怪物后吓坏了，她急匆匆地想要带孩子上医院，这时身穿厚重防护服的政府特工闯了进来，科学家们在她家里安装了医疗设施并把埃利奥特和分别隔离起来。两者间的联系消失了，看起来已经死去，之前他复活的一棵植物又干枯了，而埃利奥特则迅速康复。科学家们逐渐离去，只剩伤心欲绝的埃利奥特还陪着一动不动的外星人，一会他突然发现那株干枯的植物又开始复苏了。复活了，并透露自己的故乡正派太空船来接他。埃利奥特和迈克尔偷了辆面包车，把带了出去，政府特工、警察在后面穷追不舍，迈克尔的朋友也前来接应，他们换骑上自行车分開逃窜，试图引开警察，之后几辆自行车汇聚到了一起，前有堵截后有追兵，眼看走投无路之下，再次使用了自己的超能力，让所有骑自行车的孩子们都飞到了天上一起朝树林飛去。
和孩子们在树林中降落，的胸腔发出红色的光。玛丽、格蒂和一位政府特工赶到了现场，但他们都没有试图阻止离去。外星人与迈克尔和格蒂告别，格蒂把E.T复活的那盆花送给做礼物。接下来又与埃利奥特拥抱，后者伤心地流下了眼泪，用发光的手指点在埃利奥特的额头上说，“我就在这里”，然后拿起花盆走进太空船。太空船很快起飞了，埃利奥特等人静静地目送它离去，留下了一道彩虹。

## 演员
- 亨利·托马斯饰埃利奥特，一个十岁大的内向男孩。他渴望能有个好朋友，所以找到意外留在地球上的后也就与对方成为了朋友，他和外星人之间建立起了心理、生理和情感的纽带。
- 罗伯特·麦克纳夫顿饰迈克尔，埃利奥特16岁大的哥哥，会打橄榄球，经常取笑弟弟。
- 茱兒·芭莉摩饰格蒂，埃利奥特5岁大的淘气妹妹。她一开始被吓坏了，发出的惊叫也吓坏了，不过之后很快就喜欢上了这个外星人。
- 迪·華勒斯饰玛丽，三个孩子的母亲，不久前与丈夫分居。由于孩子们的隐瞒，她在大部分时间里都对家中来了个外星人一无所知。
- 彼德·考约特饰片中多次出现的一位政府特工。他的样貌直到影片后半段才出现，但一直没有提及姓名，观众可以从皮带上系的钥匙认出是他。他告诉埃利奥特，自己从10岁那年起就一直等待着想要看到外星人。
- K.C.马特尔（K. C. Martel）、肖恩·弗莱（Sean Frye）和C·托马斯·豪威尔分别饰演格雷格（Greg）、史蒂夫（Steve）和泰勒（Tyler），都是迈克尔的朋友。他们在影片的高潮戏段帮助埃利奥特和逃脱政府人员的追捕。
- 埃丽卡·埃伦尼克饰演埃利奥特班上被他亲吻的小女孩。

斯皮尔伯格拍摄《第三类接触》时已经和当时年仅5岁的卡里·加菲（Cary Guffey）合作过，所以对和多位孩童演员合作感到很有信心。他面试了数百个男孩来挑选埃利奥特一角的演员，之后罗伯特·菲斯克（Robert Fisk）推荐了亨利·托马斯出演。托马斯身穿印第安纳·琼斯的服饰前来参加面试，但在正式试镜时表现欠佳，幸运的是他在即兴表演时引起了导演的注意。为了给出让人信服的流泪表演，他想到了自己死去的狗。罗伯特·麦克纳夫顿为迈克尔一角进行了八次试镜，有时还会和那些参加埃利奥特一角试镜的孩子们一起。德鲁·巴里摩尔告诉斯皮尔伯格自己带领着一支朋克摇滚乐队，给后者留下了深刻印象，觉得她拥有恰到好处的想象力来扮演调皮的小格蒂。斯皮尔伯格喜欢和孩子们合作，他之后表示这段经历让自己感觉已经准备好要成为一名父亲了。
加利福尼亚州马林县一位名叫帕特·威尔士（Pat Welsh）的年长女性居民为配音，她每天需要吸两包香烟，这样她的嗓音可以达到音效师本·贝尔特（Ben Burtt）希望的理想效果。威尔士一共花了九个半小时来进行录制，然后贝尔特向她支付了380美元的报酬。贝尔特还录制了其他16种声音来制作的“嗓音”，这其中有人类，也有多种动物。包括斯皮尔伯格、德博拉·温格，还有贝尔特的妻子感冒后睡觉时所发出的声音，以及他南加州大学电影教授发出的打嗝声，动物方面则包括浣熊，海獭，和马。
剧组请来南加州大学医疗中心的医生，片中政府特工占领埃利奥特的家后试图对进行抢救的医生就是由他们扮演的。斯皮尔伯格觉得让演员来说出那些医疗术语很容易失真，所以作出了这样的安排。哈里森·福特诠释了埃利奥特所读学校的校长，埃利奥特在生物课上闯祸后他训斥了孩子的所做所为，还警告对方未成年人饮酒的严重后果，这时埃利奥特的椅子突然升到了空中，把他吓了一大跳，而另一边正把自己做的“电话”悬浮起来送到楼梯上，格蒂也在一旁帮助。但到了后期制作时，斯皮尔伯格决定还是把福特的镜头都剪掉了。

## 制作

### 开发
1960年父母离婚后，斯皮尔伯格通过想象自己有一位外星人的陪伴来填补生活中的空白感。他表示，就像是“一个我从来都没有过的兄弟和自己不再拥有的父亲那样的朋友”:72。1978年时，他宣布自己打算拍摄一部名为《成长》（Growing Up）的电影，并且用28天拍完。但由于《一九四一》的摄制出现延误，这一项目也暂予搁置，但斯皮尔伯格仍然有打算要拍摄一部有关童年时代的自传电影。他还想过为《第三类接触》拍摄续作，之后又开始按之前计划的那样和约翰·塞尔斯一起开发一部名为《夜空》的电影，其中讲述一伙邪恶的外星人威胁一户人家的故事。
斯皮尔伯格在突尼西亚拍摄《夺宝奇兵》期间感到很厌倦，童年时代自传电影的创作回忆再度浮现。他将已宣告取消的《夜空》的主要内容告诉了剧作家梅丽莎·马西森，在其基础上发展出了另一段剧情，《夜空》中唯一一位友好的外星人巴迪（Buddy）和一个患有自闭症的孩子成为了朋友。这一剧情的最后一幕是巴迪被抛弃在地球上，正是这一幕激发出了《外星人》的创作理念。马西森花了8个星期写出了第一稿，标题为《与我》（E.T. and Me），斯皮尔伯格对之非常满意。马西森接下来又写了两个版本，其中删掉了埃利奥特一个虚伪佞幸的朋友，增加了追逐戏码，斯皮尔伯格还提议加上醉酒的内容。曾是《夜空》制作商的哥伦比亚电影公司与斯皮尔伯格会面商谈这个剧本，但他们表示对这么“一部懦弱的华特迪士尼电影”不感兴趣，于是斯皮尔伯格联系了对此更能接受的希德·欣伯格，后者是MCA公司的总裁。
艾德·维罗（Ed Verreaux）为制作了一个耗资70万美元的原型，但斯皮尔伯格觉得这个原型毫无用处。之前为《第三类接触》设计了外星人的卡罗·兰博蒂获聘设计的电子动画。他从自己的画作《三角洲的女人》（Women of Delta）中获得灵感，给外星人创作了一个独特的，可以伸展的脖子。外星人的面部设计灵感来自卡尔·桑德堡、阿尔伯特·爱因斯坦和欧内斯特·海明威的脸。制片人凯瑟琳·肯尼迪造访了朱尔斯·斯坦眼科研究所对真实的和玻璃制眼球进行研究。她聘请了研究所的工作人员给创造眼睛，因为她认为眼睛在与观众交流的过程中至关重要。为了便于拍摄，工作人员一共制作了四颗的头，其中一个主要用于电子动画，另外三个则拥有不同的面部表情，并配有服装。身材矮小的塔玛拉·德·特罗克斯和帕特·比隆，以及12岁大，天生就没有双腿的马修·德梅里特（Matthew DeMeritt）根据需要拍摄的不同镜头来轮流穿上服装。德梅里特实际上是用自己的手来行走，出演了所有笨拙走动或摔倒的镜头。的头放在演员的头部上面，演员则可以通过木偶胸前的开衩看到前方。专业默剧演员卡普里斯·罗斯（Caprice Roth）充当假肢扮为的双手。的木偶模型花了三个月进行制作，耗资150万美元。斯皮尔伯格宣称，这是一个丑陋到“只有（它的）妈妈才会爱（它）的东西”。瑪氏食品因为觉得实在太难看而拒绝片中使用他们所生产的M&M's巧克力，认为这么一个怪物会吓坏孩子们。好时于是抓住机会向剧组提供其生产的花生酱糖果。片中的通讯设备则是由科学和技术教育工作者亨利·范伯格制作。

### 拍摄
《外星人》于1981年9月开始拍摄，使用的项目代号为《一个男孩的生活》（A Boy's Life），因为斯皮尔伯格不希望有任何人发现或剽窃其剧情。众演员只能在大门紧锁的屋里看剧本，片场的所有人都需要佩戴身份证件。剧组首先在卡尔弗城一所高中拍摄了两天，之后的11天又分别在洛杉矶的北岭（Northridge）和图洪加（Tujunga）继续。这以后剧组花了42天时间在卡尔弗城的莱尔德国际影城（Laird International Studios）拍摄埃利奥特家中的内景镜头。之后的6天时间里，剧组又来到克雷森特城附近一片红木森林进行拍摄。斯皮尔伯格基本上是按照片中的时间顺序进行拍摄，这样有利于小演员们给出更具可信度的演出。拍摄迈克尔首次见到外星人的镜头时，麦克纳夫顿吓了一大跳，他向后一跳，撞倒了身后的货架。按时间顺序拍摄让小演员们与建立起了情感的纽带，使得接近片尾的医院桥段更加感人。斯皮尔伯格还确保木偶模型不会出现在片场，保持一种外星人可能是真的的映象。他还首次没有对影片大部分内容进行分镜，希望能让表演更即兴，更真实。影片前半截除迪·沃伦斯外，没有任何一个成年人的上半身在镜头上出现过，这一做法是在向特克斯·艾弗里（Tex Avery）的动画作品致敬。所有镜头一共花了61天时间拍完，比原计划要快4天。据斯皮尔伯格所说，片中藏在埃利奥特的衣柜里并假装成一个玩具布偶这一情节来自罗伯特·泽米基斯，后者看过导演寄给他的剧本后给出了这一建议。
已经多次和斯皮尔伯格合作过的作曲家约翰·威廉姆斯谱写了本片的配乐，他形容，要创作音乐来让人对一个看起来这么古怪的生物产生同情的确是一次挑战。就像之前两人合作时一样，斯皮尔伯格对威廉姆斯创作的每一段主题都感到满意，并且会将之用到电影中，他对片尾追逐戏的配乐是如此钟爱，以至于亲自对这场戏进行剪辑，让镜头与音乐合拍。威廉姆斯使用了现代派乐风，特别采用了多调性，同时演奏两个不同调性的音乐。利底亚模式（Lydian mode）也可以在多调性方式中使用。作曲家将多调性和利底亚模式结合，表达出一种神秘、梦幻般的英雄主义风格。他创作的主题中注重使用竖琴、钢琴、钢片琴与其他键盘乐器和打击乐器，表现出孩子般的天性和机械、笨拙的一面。

### 抄袭指控
有报道称本片抄袭了1967年的剧本《异形》（The Alien），该剧本由印度籍孟加拉导演萨蒂亚吉特·雷伊创作。雷伊声称，如果没有他创作的《异形》剧本，《外星人》根本就不可能存在。斯皮尔伯格否认这其中存在抄袭，表示当雷伊的剧本在好莱坞流通时自己还在念高中。《明星周末杂志》（Star Weekend Magazine）驳斥了斯皮尔伯格的说法，指出他1965年时就已高中毕业，1969年时已经开始在好莱坞从事导演工作。除《外星人》以外，还有人认为斯皮尔伯格之前的作品《第三类接触》也是受到《异形》的启发。
此外，资深电影人马丁·西科塞斯和理查德·阿滕伯勒同样认为斯皮尔伯格受到了雷伊剧本的影响。

## 主题

斯皮尔伯格坦承，这个镜头引发了本片是否属于某种精神寓言的猜测。

斯皮尔伯格是因父母离婚而构想了《外星人》的故事。《华盛顿邮报》的加里·阿诺德（Gary Arnold）认为影片“从本质上是一种精神性的自传”，描述了电影人作为典型郊区孩子所拥有的非典型的神秘而热切的想象。片中埃利奥特通过把温度计贴在电灯泡上，以及用电热毯盖住自己的头部来佯装生病，斯皮尔伯格儿时经常使用这样的把戏:13。迈克尔对埃利奥特的戏弄呼应着斯皮尔伯格对小妹妹的捉弄，迈克尔从一开始经常玩弄弟弟的坏哥哥演变成保护他的好兄长也折射出斯皮尔伯格在失去父亲后开始照顾妹妹的经历。
评论家关注埃利奥特和境遇的相似之处，埃利奥特被父亲抛弃，则被同胞遗留在地球上。《纽约时报》的A·O·斯科特（A.O. Scott）在文章中写道，虽然“更明显是个绝望的弃儿”，但埃利奥特也以自己的方式遭受着渴望家庭的折磨。也正好是由埃利奥特（Elliott）名字的第一和最后一个字母组成。成长是电影的核心主题，评论家亨利·希恩（Henry Sheehan）形容本片是从一个迷失男孩（埃利奥特）的视角重新讲述了彼得潘的故事：没有埃利奥特的帮助，无法在地球上生存，就像彼得潘在情感上无法在梦幻岛生存下去一样，政府部门的科学家就像是梦幻岛上的海盗。《纽约时报》的文森特·坎比（Vincent Canby）也有类似的看法，称片中“来自……《小飞侠》和《绿野仙踪》的元素随处可见”:53。一些评论家认为斯皮尔伯格对郊区的描写非常黑暗，与人们的普遍看法相反。据·斯科特表示，“郊区中无人看管的儿童和郁郁寡欢的家长，破损的玩具和名牌垃圾食品，这听起来更像是瑞蒙·卡佛的故事”。沙龙网站（Salon.com）的查尔斯·泰勒（Charles Taylor）写道：“斯皮尔伯格的电影虽然经常被视为对好莱坞理想化家庭和郊区的反映，但实际上并非如此。这些家庭都背负着文化批评家卡罗尔·安·马林（Karal Ann Marling）所说的那种‘苦心经营的标志’”。
还有些影评人在和耶稣之间找到了宗教性的联系。安德鲁·奈吉尔斯（Andrew Nigels）形容的故事就是先因“军事科学而受难”，再“由爱和信仰复活”。科幻小说作家和评论家亚当·罗伯茨则称这部电影是世俗化的类宗教神话，认为整个剧情是对《新约》中“凡要承受神国的，若不想小孩子，断不能进去”的重新阐释，电影情节更是多次与基督的生命经历相和。据斯皮尔伯格的传记作者约瑟夫·麦克布莱德（Joseph McBride）表示，环球影业设计的海报让人想到米开朗基罗的《创造亚当》，上面的商标则写着（意为“和平”），希望能够吸引更多的基督徒观看影片。斯皮尔伯格则表示，自己无意让电影变成宗教寓言，他开玩笑说：“要是我去和我妈说，‘妈，我想拍部基督教寓言式的电影。’你猜她会怎么说？她在洛杉矶经营过一家犹太餐馆”。
许多作家也试图通过其它角度对本片加以分析，有观点将影片解读为现代童话，也有人将其视为心理分析的方式。制片人凯瑟琳·肯尼迪指出，宽容是《外星人》的重要主题，之后斯皮尔伯格的多部电影，如《辛德勒的名单》都将以此为核心。少年时就经常独来独往的斯皮尔伯格觉得本片是“一个少数人的故事”:22，他觉得片中通讯的主题与相互了解的愿望相辅相成，人类与外星人的友谊就像是现代生活中的敌人可以如何学会克服各自分歧的一个比喻。

## 迴响

### 发行和收入
《外星人》在德克萨斯州的休斯顿进行了预演，获得了观众们的高度评价，影片作为1982年戛纳电影节闭幕片进行了首映，再于1982年6月11日在美国发行。影片一经上映就以1100万美元收入登上票房榜冠军宝座，并一直保持了6个星期，然后开始在冠军和亚军位置徘徊直至10月份，并在12月最后一次回到冠军位置。
1983年，本片取代《星球大战》成为有史以来票房最高的电影，其放映周期结束时在北美的收入达到3.59亿美元，全球票房6.19亿美元。斯皮尔伯格可以从影片的获利中分成，他每天得以进账50万美元，而好时公司的花生酱糖果也因本片起到的广告效应而令利润上升了65%。
1985和2002年，《外星人》再度上映，分别进账6000万和6800万美元，全球票房达到7.92亿美元，其中北美地区4.35亿美元。《外星人》的全球票房纪录一直保持到了1993年才被另一部斯皮尔伯格执导的电影《侏罗纪公园》打破，不过影片在美国创下的票房纪录又保持了4年后才被重新发行的《星球大战》打破。影片于1988年10月27日发行了和镭射影碟，同时为打击盗版，录像带的保护带染成了绿色，并且由宏视公司（macrovision）进行编码。录像带单在美国就售出了7500万盒。
《外星人》是第一部受到盗版严重影响的主要电影。部分地区的公众对影片到当地影院上映的长时间延迟感到越来越不耐烦，意识到这点的一个非法团伙通过向放映员行贿获得了一份电影的拷贝，并通过音频和视频录制设备转录，生成的视频之后作为母带又制作了大量的副本，并大范围非法销售。

### 专业评论

《帝国杂志》称埃利奥特和E.T.飞向树林的镜头是电影史上最神奇的时刻，埃利奥特和E.T.被月亮环绕的镜头已经成为斯皮尔伯格的电影和电视公司安培林娱乐的标志。

影评人把《外星人》奉为经典。罗杰·埃伯特称赞“这不仅仅是一部好电影。而且是一部除去我们的戒备而赢得了我们的心的杰作。”。《滚石》杂志的迈克尔·斯拉高（Michael Sragow）称斯皮尔伯格是“太空时代的让·雷诺阿……”“他首次用令人叹为观止的技术能力来表达自己最深层的情感”。伦纳德·马尔丁（Leonard Maltin）之后列出了“20世纪100部必看电影”，本片是其中仅有的两部1980年代作品之一。乔治·威尔（George Will）是为数不多的几位对影片提出批评的评论家，认为影片传播了有关童年和科学的破坏性观念。
根据烂蕃茄上收集的97篇针对本片的评论文章来看，其中95篇给出了“新鲜”的正面评价，“新鲜度”达98%，平均得分为9（最高为10）。而在Metacritic上的26份评论则有24篇给出好评，无差评，两篇褒贬不一，综合评分94（最高100）。1982年6月27日，影片在白宫发映，美国总统罗纳德·里根和第一夫人南希·里根都深受感动，两人之后接见了斯皮尔伯格。戴安娜王妃观看影片后甚至流下了眼泪。1982年9月17日，影片在联合国进行放映，斯皮尔伯格也获得了联合国和平勋章。

### 奖项和荣誉
《外星人》在第55届奥斯卡金像奖角逐中获得了包括最佳影片、导演在内的9项提名，最终在这两个奖项上胜出的是《甘地传》及其导演理查德·阿滕伯勒。不过阿滕伯勒之后表示，“我本来很确定，不但《外星人》会赢，而且也应该是它赢。它是（那么）有创造性，（那么）强大（和）精彩。（相比之下）我拍出的电影要平凡得多。”影片最终夺得了原创配乐、音效、音效剪辑和视觉效果四座奖项。
本片在第40届金球奖角逐中夺得了最佳影片（正剧类）和最佳原创配乐奖，并获得了最佳导演、编剧奖提名，亨利·托马斯也得到一项最佳电影男新人奖提名。洛杉矶影评人协会授予本片最佳影片、导演奖，梅丽莎·马西森还得到了一座“新生代奖”。
《外星人》获得了土星奖最佳科幻电影、编剧、视觉效果、配乐和最佳海报奖；亨利·托马斯、罗伯特·麦克纳夫顿和德鲁·巴里摩尔赢得了青年艺术家奖。作曲家约翰·威廉姆斯除金球奖外还赢得了两座格莱美奖和一座英国电影学院奖。影片还在海外国家有所斩获，在日本赢得蓝丝带奖，在西班牙获得电影编剧协会奖，在法国夺得凯撒电影奖，在意大利取得意大利电影金像奖。
1998年，美国影艺协会评选百年电影史百大经典电影，本片名列第25位，是除《星球大战》和《2001年漫游太空》外排名最高的科幻片；2001评选百年电影史百大惊悚电影，本片名列第44位；2006年评选百年电影史百大激励人心电影，本片名列第6位；2007年再度评选百年电影史百大经典电影十周年版，本片名列第24位。2005年评选百年电影配乐，本片的音乐在25部上榜作品中名列第14位；2008年评选十大类型电影十大佳片，本片在科幻电影中名列第3位。2005年还评选了百年电影史百大经典台词，片中台词（意为“打电话回家”）排名第十五位，这句台词也在《首映》评选的最伟大电影台词名单上排到第48位。2003年进行的AFI百年电影史百大银幕英雄与恶魔评选中，埃利奥特一角获得了其中的英雄榜提名。2005年时英国第四台也进行了一个百部最伟大家庭电影的评选，本片名列榜首，影片还登上了《时代》评选的电影史百大佳片排行榜。
2003年《娱乐周刊》称本片是史上第八“催人泪下”的电影。2007年，该杂志针对电影和电视进行了一次统计调查，再次把本片评为过去25年中第七伟大的科幻作品。《泰晤士报》在其评选的电影史上最让人难忘的40个外星人中把排到第9位，称其为“流行文化中最受喜爱的非人类之一”。英国电影协会于2005年评选了50部应该在14岁时观看的电影，本片同样榜上有名。1994年，《外星人》因其在“文化、历史和审美方面的显著成就”，被美国国会图书馆列入国家电影登记部下属的国家电影保存委员会保护电影名单。
2011年，美国广播公司播出了一栏名为《最佳影片：我们时代中最伟大的电影》（Best in Film: The Greatest Movies of Our Time）的节目，该公司之前与《人物》杂志面向影迷进行了一轮调查，结果把本片评为有史以来排名第五的经典电影，在所有科幻片中排名第二，仅次于《星球大战》。
2012年10月22日，杜莎夫人蠟像館在六个国际网点推出了的蜡像。

## 20周年纪念版

20周年纪念版中把围堵E.T.和孩子们的警察手中的枪换成了对讲机

2002年3月22日，影片的加长版上映，其中的特技镜头有所改进。斯皮尔伯格早在1982年时就对片中的几个镜头感到不满意，但也没有足够时间来完善其中的电子动画。新上映的版本使用了工业光魔公司提供的电脑绘图技术对多个镜头作出更改，包括片头时逃跑以及被发现躲在玉米地的桥段。太空船的设计也做了修改，让其发出的光芒更耀眼。还增加了一些原版中没有包含的镜头，如洗澡，还有格蒂告诉妈妈说埃利奥特在万圣节当晚去了树林等。斯皮尔伯格没有把哈里森·福特的镜头加回去，因为担心这样影片的改动会显得太大。此外他还决定把片尾高潮戏段堵截和孩子们的警察手中所持的长枪通过数字技术替换成无线对讲机。
这个版本首映时，约翰·威廉姆斯亲临并指挥乐队现场演奏电影配乐，这次发行共收入了6800万美元，其中美国和加拿大占了3500万美元。
片中所做的改动，特别是把枪改成对话机的部分，受到了追求政治正确的批评。《滚石》杂志的彼得·特拉弗斯（Peter Travers）表示纳闷：“还记得那些联邦探员们拿的枪嗎？感谢数字技术的奇迹，他们现在挥舞的是对讲机了……这就是20年来言论自由的下场？”《帝国杂志》的克里斯·休伊特（Chris Hewitt）写道：“这些改变真是低调得让人吃惊……工业光魔公司的电脑绘图技术谨慎地为卡罗·兰博蒂设计的非凡木偶做出了改进。《南方公园》于2002年播出的第88集《免费帽子》（Free Hat）对本片中的多处改动加以嘲讽。
2002年10月22日发行了双碟套装，其中包含1982年上映的原版和2002年的20周年加长版，斯皮尔伯格亲自要求其中包含这两个版本。同时发行的还有一个三碟珍藏版，其中包含特别花絮和影片制作书籍等双碟版中没有的内容。
斯皮尔伯格在2011年6月接受采访时说：
我拍的任何一部电影之后都不会再通过数字方式加以增强或是扩充了……当人们问起我应该选择哪个版本的《外星人》时，我总是告诉他们应该看1982年的原版。如果你留意的话，我们一共推出了两个版本的《外星人》。我们不是为额外的收入而推出增加了内容的数字增强版，之前还有1982年的原版。我总是告诉人们，还是选择1982年的版本比较好。
2012年10月9日，影片发行了30周年版的蓝光光碟和，其中包括对原版电影的全面修复版，重新恢复了警察手中的枪和原版的电子动画特写镜头。

## 文化影响
1982年7月影片首轮发映期间，斯皮尔伯格和马西森编写了一部续集的构思方案，标题为《：夜间恐惧》（E.T. II: Nocturnal Fears），埃利奥特和他的朋友们在其中被邪恶的外星人绑架，之后试图联系求助。不过斯皮尔伯格之后决定不拍摄续集，觉得这样的作品除了破坏原作的童真外一无是处。
雅达利公司为其雅达利2600设计了一款与本片同名的游戏，结果这款于1982年发行的游戏不但被视为历史上最糟糕的游戏之一，还在一定程度上促成了1983年美国游戏业萧条事件。
威廉·科兹温科（William Kotzwinkle）撰写了本片的改编小说，他还写了部续作《：绿色星球的书》（E.T.: The Book of the Green Planet），于1985年出版。该书中回到了自己的星球，但随后遭到降职和流放。于是决定返回地球，并在这一过程中违反了自己星球上几乎所有的规矩。1990年，佛罗里达环球影城开放了主题公园景点“冒险”（E.T. Adventure），这个耗资4000万美元的景点中会有向游客说再见，并且还会说出游客的名字。
1998年，进步公司（Progressive Corporation）制作的公益广告获得了使用形象的授权。广告中用的嗓音提醒司机繫好安全带。美国的多条道路旁边都出现了系着安全带的交通标志。1999年，英國电信发起了“保持联络”系列宣传活动，出现在多个广告中。宣传活动的口号是“英国电信拥有”，这个也可以是（意为“附加技术”）的缩写。根据斯皮尔伯格的建议，乔治·卢卡斯在《星際大戰首部曲：威脅潛伏》中把物种作为其中的背景角色。